# Каманин, Иван Михайлович
Ива́н Миха́йлович Кама́нин (11 [23] сентября 1850, Дымер, Киевский уезд, Киевская губерния, Российская империя — 11 января 1921, Киев) — российский историк, архивист и палеограф.

## Биография
Родился 11 (23) сентября 1850 года в семье поручика Михаила Каманина в городе Дымер (ныне посёлок городского типа Киево-Святошинского района Киевской области). Мать будущего историка — Александра Александровна происходила из семьи Щуровских. Несмотря на то, что отец И. М. Каманина был русский, в семье, возможно, под влиянием матери, преобладал украинский дух.
С переездом семьи в Киев, он поступил во 2-ю Киевскую гимназию, которая в те времена отличалась отличным учительским составом, во главе с директором И. Слепушкиным и инспектором П. Симчевским. Последний будучи большим поклонником изучение прошлого Украины, стремился пробудить интерес к нему и у учащихся гимназии.
Окончив гимназию в 1868 году, он поступил на историко-филологический факультет Киевского университета, закончил его в 1872.
С 1883 года работал во Временной комиссии для рассмотрения древних актов при Киевском центральном архиве древних актов (ныне Центральный государственный исторический архив Украины) на различных должностях, в том числе в должности директора. Был руководителем Постоянной комиссии Украинской академии наук (УАН) для изучения западнорусского и украинского права (1919), членом Постоянной комиссии УАН для составления историко-географического словаря украинской земли (1919), членом и (с января 1920 по январь 1921) руководителем Археографической комиссии УАН. Участвовал в ряде научных обществ, в частности в Историческом обществе Нестора-летописца, Научном обществе им. Т. Шевченко во Львове, Украинском научном обществе в Киеве, Киевском обществе древностей и искусств, Киевском обществе охраны памятников старины и искусства.
Участвовал в издании «Архива Юго-Западной России». Занимался исследованиями в области истории Украины XVII—XVIII вв., всемирной истории, истории славян.
Умер в 1921 году. Похоронен в склепе у одного из выходов Зверинецких пещер, на территории Архангело-Михайловского Зверинецкого монастыря в Киеве.

## Труды
И. М. Каманину принадлежат сочинения:
- «Последняя самозащита г. Киева» (1882);
- «К вопросу о казачестве до Богдана Хмельницкого» (1894);
- «Очерк гетманства Петра Сагайдачного» (1901);
- «Научные и литературные произведения Н. В. Гоголя по истории Малороссии» (1902);
- «Ещё о песне про Петра Сагайдачного» (1903)
- «Палеографический изборник» (1909);
- «Договоры Богдана Хмельницкого с Россией, Польшей и Швецией» (1914);
- «Зверинецкие пещеры в Киеве» (1914);
- «Три тестаменти Адама Кисіля» (на укр. яз., 1918) и др.